# Federico Echave
Federico Echave Musatadi (* 20. Juli 1960 in Kortezubi) ist ehemaliger spanischer Radrennfahrer.
Sein größter persönlicher Erfolg war 1987 der Tour de France 1987-Etappensieg bei der Bergankunft in Alpe d’Huez. Er nahm an 26 Grand Tours teil, von denen er 23 beendete, darunter vier Mal die Spanienrundfahrt und einmal den Giro d’Italia unter den ersten Zehn.

## Erfolge
1982
- eine Etappe Kantabrien-Rundfahrt

1983
- Prolog Vuelta a Asturias

1984
- Gesamtwertung und zwei Etappen Burgos-Rundfahrt

1985
- Klasika Primavera
- eine Etappe Vuelta a España
- eine Etappe Vuelta a Andalucía
- eine Etappe Volta a la Comunitat Valenciana
- eine Etappe Vuelta a La Rioja

1986
- Klasika Primavera
- eine Etappe Volta a Catalunya
- eine Etappe Kantabrien-Rundfahrt

1987
- eine Etappe Tour de France
- eine Etappe Vuelta a Asturias
- Circuito de Getxo

1988
- eine Etappe Vuelta a Asturias
- Vuelta a La Rioja
- Vuelta a los Valles Mineros

1989
- Vuelta a Castilla y León
- Gesamtwertung und eine Etappe Bicicleta Eibarresa

1990
- eine Etappe Vuelta a España
- Galicien-Rundfahrt

1991
- eine Etappe Volta a la Comunitat Valenciana

1992
- Grand Prix des Amériques
- Klasika Primavera

1993
- eine Etappe Vuelta al País Vasco
- eine Etappe Mallorca Challenge
- Subida al Txitxarro

## Teams
- Teka (1982–1986)
- BH (1987–1989)
- CLAS-Cajastur (1990–1993)

## Grand-Tour-Platzierungen
| Grand Tour            | 1982 | 1983 | 1984 | 1985 | 1986 | 1987 | 1988 | 1989 | 1990 | 1991 | 1992 | 1993 | 1994 | 1995 | 1996 |
| --------------------- | ---- | ---- | ---- | ---- | ---- | ---- | ---- | ---- | ---- | ---- | ---- | ---- | ---- | ---- | ---- |
| Giro d’ItaliaGiro     | –    | –    | –    | –    | –    | –    | –    | –    | 5.   | 13.  | –    | –    | –    | –    | –    |
| Tour de FranceTour    | –    | –    | 39.  | –    | 38.  | 12.  | 35.  | DNF  | –    | –    | DNF  | 23.  | 34.  | –    | 40.  |
| Vuelta a EspañaVuelta | 39.  | 41.  | 17.  | 33.  | 36.  | 17.  | 13.  | 4.   | 6.   | 4.   | 5.   | 24.  | 22.  | 18.  | DNF  |